# Ernst Frederik van Saksen-Coburg-Saalfeld
Ernst Frederik (Friedrich), hertog van Saksen-Coburg-Saalfeld (Saalfeld, 8 maart 1724 – Coburg, 26 augustus 1800), was een hertog van Saksen-Coburg-Saalfeld.
Hij was de oudste zoon van Frans Jozias van Saksen-Coburg-Saalfeld en Anna Sophia van Schwarzburg-Rudolstadt.
Ernst Friedrich was de oudste zoon van hertog Franz Josias van Saksen-Coburg-Saalfeld (1697–1764) uit zijn huwelijk met Anna Sophia (1700–1780), dochter van prins Ludwig Friedrich I van Schwarzburg-Rudolstadt. Prins Heinrich von Schwarzburg-Sondershausen had hem in 1758 tot universele erfgenaam benoemd, maar Ernst Friedrich verloor het erfenisproces, waarbij familieleden ook een deel van het nagelaten kapitaal opeisten.
Ernst Frederik volgde zijn vader op in het hertogdom Saksen-Coburg Saalfeld toen hij stierf in 1764 en verplaatste zijn definitieve verblijfplaats naar Coburg. Door de hoge schuldenlast van het hertogdom, werd hij in 1773 gedwongen door keizer Jozef II voor meer dan dertig jaar te werken in een Debitkommision (het verplichte beheer van toegewezen schulden).

## Nakomelingen
In Wolfenbüttel trouwde Ernst Frederik op 23 april 1749 met Sofie Antoinette van Brunswijk-Wolfenbüttel. Zij hadden zeven kinderen:
- Frans Frederik Anton, hertog van Saksen-Coburg-Saalfeld (15 juli 1750 – 9 december 1806), vader van Leopold I van België en grootvader van Leopold II, Charlotte van België, Victoria van het Verenigd Koninkrijk, en haar man Albert.
- Karel Willem Ferdinand (21 november 1751 – 16 februari 1757).
- Frederika Juliana (14 september 1752 – 24 september 1752).
- Carolina Ulrike Amalia (19 oktober 1753 – 1 oktober 1829), een non in de Abdij van Gandersheim.
- Lodewijk Karel Frederik (2 januari 1755 – 4 mei 1806); hij had een onwettige zoon bij een zekere Mademoiselle Brutel de la Riviére:  Lodewijk Frederik Emiel van Coburg (1779 – 1827). Op hun beurt werden de vijf kinderen van Lodewijk Frederik tot Freiherren von Coburg gecreëerd. Zijn afstammelingen leven nog steeds.
- Ferdinand Augustus Hendrik (12 april 1756 – 8 juli 1758)
- Frederik (4 maart 1758 – 26 juni 1758)

## Voorouders
| Voorouders van Ernst Frederik van Saksen-Coburg-Saalfeld | Voorouders van Ernst Frederik van Saksen-Coburg-Saalfeld                                                      | Voorouders van Ernst Frederik van Saksen-Coburg-Saalfeld                                                      | Voorouders van Ernst Frederik van Saksen-Coburg-Saalfeld                                                      | Voorouders van Ernst Frederik van Saksen-Coburg-Saalfeld                                                      | Voorouders van Ernst Frederik van Saksen-Coburg-Saalfeld                                                            | Voorouders van Ernst Frederik van Saksen-Coburg-Saalfeld                                                            | Voorouders van Ernst Frederik van Saksen-Coburg-Saalfeld                                                      | Voorouders van Ernst Frederik van Saksen-Coburg-Saalfeld                                                      |
| -------------------------------------------------------- | --- | --- | --- | --- | --- | --- | --- | --- |
| Overgrootouders                                          | Ernst I van Saksen-Gotha (1601–1675) ∞ 1636 Elisabeth Sophia van Saksen-Altenburg (1619–1680)                 | Ernst I van Saksen-Gotha (1601–1675) ∞ 1636 Elisabeth Sophia van Saksen-Altenburg (1619–1680)                 | Josias II van Waldeck-Wildungen (1636–1669) ∞ 1660 Wilhelmina Christina van Nassau-Siegen (1629–1700)         | Josias II van Waldeck-Wildungen (1636–1669) ∞ 1660 Wilhelmina Christina van Nassau-Siegen (1629–1700)         | Albert Anton II van Schwarzburg-Rudolstadt (1641–1710) ∞ 1665 Ämilie Juliana van Schwarzburg-Rudolstadt (1637–1706) | Albert Anton II van Schwarzburg-Rudolstadt (1641–1710) ∞ 1665 Ämilie Juliana van Schwarzburg-Rudolstadt (1637–1706) | Frederik I van Saksen-Gotha-Altenburg (1646–1698) ∞ 1669 Magdalena Sybilla van Saksen-Weißenfels (1648–1681)  | Frederik I van Saksen-Gotha-Altenburg (1646–1698) ∞ 1669 Magdalena Sybilla van Saksen-Weißenfels (1648–1681)  |
| Grootouders                                              | Johan Ernst van Saksen-Saalfeld (1658–1729) ∞ 1690 Charlotte Johanna van Waldeck-Wildungen (1664–1699)        | Johan Ernst van Saksen-Saalfeld (1658–1729) ∞ 1690 Charlotte Johanna van Waldeck-Wildungen (1664–1699)        | Johan Ernst van Saksen-Saalfeld (1658–1729) ∞ 1690 Charlotte Johanna van Waldeck-Wildungen (1664–1699)        | Johan Ernst van Saksen-Saalfeld (1658–1729) ∞ 1690 Charlotte Johanna van Waldeck-Wildungen (1664–1699)        | Lodewijk Frederik I van Schwarzburg-Rudolstadt (1667–1718) ∞ 1691 Anna Sophia van Saksen-Gotha (1670–1728)          | Lodewijk Frederik I van Schwarzburg-Rudolstadt (1667–1718) ∞ 1691 Anna Sophia van Saksen-Gotha (1670–1728)          | Lodewijk Frederik I van Schwarzburg-Rudolstadt (1667–1718) ∞ 1691 Anna Sophia van Saksen-Gotha (1670–1728)    | Lodewijk Frederik I van Schwarzburg-Rudolstadt (1667–1718) ∞ 1691 Anna Sophia van Saksen-Gotha (1670–1728)    |
| Ouders                                                   | Frans Jozias van Saksen-Coburg-Saalfeld (1697–1764) ∞ 1723 Anna Sophia van Schwarzburg-Rudolstadt (1700–1780) | Frans Jozias van Saksen-Coburg-Saalfeld (1697–1764) ∞ 1723 Anna Sophia van Schwarzburg-Rudolstadt (1700–1780) | Frans Jozias van Saksen-Coburg-Saalfeld (1697–1764) ∞ 1723 Anna Sophia van Schwarzburg-Rudolstadt (1700–1780) | Frans Jozias van Saksen-Coburg-Saalfeld (1697–1764) ∞ 1723 Anna Sophia van Schwarzburg-Rudolstadt (1700–1780) | Frans Jozias van Saksen-Coburg-Saalfeld (1697–1764) ∞ 1723 Anna Sophia van Schwarzburg-Rudolstadt (1700–1780)       | Frans Jozias van Saksen-Coburg-Saalfeld (1697–1764) ∞ 1723 Anna Sophia van Schwarzburg-Rudolstadt (1700–1780)       | Frans Jozias van Saksen-Coburg-Saalfeld (1697–1764) ∞ 1723 Anna Sophia van Schwarzburg-Rudolstadt (1700–1780) | Frans Jozias van Saksen-Coburg-Saalfeld (1697–1764) ∞ 1723 Anna Sophia van Schwarzburg-Rudolstadt (1700–1780) |
| Ernst Frederik van Saksen-Coburg-Saalfeld (1724–1800)    | | | | | | | | |